# Sonoluminescentie
Sonoluminescentie is het verschijnsel waarbij in een vloeistof lichtflitsen kunnen optreden onder invloed van hoge geluidsniveaus van ultrageluid. Het mechanisme waarmee de lichtuitstraling ontstaat is nog niet volledig bekend. Er bestaan verschillende theorieën.

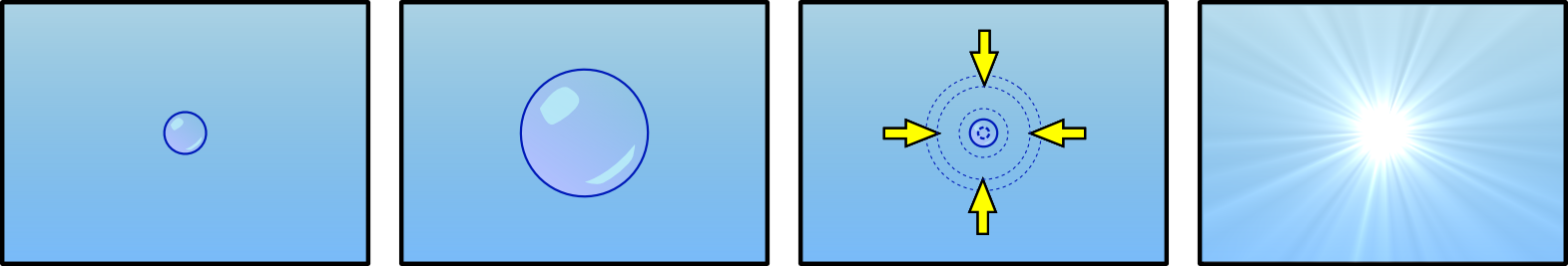
Van links naar rechts: de bel ontstaat door cavitatie ten gevolge van de onderdruk in het ultrageluid. De bel groeit snel. De bel implodeert door de overdruk in het ultrageluid, er wordt licht uitgestraald

## Geschiedenis
Het effect werd ontdekt in 1934 aan de Universiteit van Keulen bij het werk aan sonar. H. Frenzel en H. Schultes maakten ultrageluid in een vat gevuld met een fotografische ontwikkelaar. Ze hoopten dat door het ultrageluid het ontwikkelproces sneller zou verlopen. In plaats daarvan zagen zij kleine stippen die op de fotografische film verschenen na het ontwikkelen. Ze realiseerden zich dat de luchtbellen in de vloeistof licht uitstraalden als het ultrageluid werd aangezet. In die tijd was het moeilijk nader onderzoek te doen, omdat de belletjes erg kort leven, en er bovendien heel veel van zijn. Anderen schrijven hetzelfde experiment en dezelfde ontdekking toe aan N. Marinesco en J.J. Trillat in 1933.
Meer dan 50 jaar later, in 1989, waren Felipe Gaitan en Lawrence Crum in staat om enkelvoudige bellen te genereren, in het Engels single bubble sonoluminescence genoemd, SBSL. Het oorspronkelijke fenomeen, zoals in de vorige paragraaf beschreven werd daarna multi bubble sonoluminescence genoemd, MBSL. De enkele bel die bij SBSL wordt gemaakt, wordt gegenereerd in de buik of antinode van een staande golf in een sferisch of cilindrisch vat. De bel ontstaat door de plotselinge onderdruk in de geluidsgolf, door cavitatie en groeit naarmate de druk verder daalt als gevolg van het ultrageluid. Wanneer de druk terug begint te stijgen, klapt de bubbel heel snel ineen. Op een bepaald moment bereikt de bubbel een minimale straal, dan wordt een lichtflits waargenomen. Terwijl de druk terug verder stijgt als gevolg van het geluid oscilleert de bubbel rond een kleine straal. Wanneer de druk laag genoeg wordt groeit hij opnieuw, en kan de cyclus terug beginnen. Bij elke implosie wordt licht gegenereerd.
Na de ontdekking van single bubble sonoluminescence kon sonoluminescentie systematisch onderzocht worden. Het is immers mogelijk in eenzelfde vat of kolf reproduceerbare metingen te doen. Men neemt aan dat de temperatuur in een bel hoger is dan de smelttemperatuur van staal, maar men heeft deze temperatuur nog niet kunnen bepalen. Tegenwoordig (rond 2005) ontstaat hernieuwde interesse in sonoluminescentie omdat de theorie bestaat dat de temperatuur hoger zou zijn dan een miljoen kelvin (1 megakelvin).
Detlef Lohse ontving in 2005 de Spinozapremie voor onder meer zijn onderzoek naar sonoluminescentie. Hij ontdekte dat bij de hoge temperatuur tijdens de adiabatische compressie van de luchtbel, de gasmoleculen zich splitsen (dissociatie). Er vormen zich radicalen, en deze vormen op hun beurt argonionen. Als die argonionen weer een elektron vangen komen er fotonen vrij, die we waarnemen als blauw of ultraviolet licht.

## Feiten
Enkele feiten over sonoluminescentie:
- De lichtflitsen zijn zeer kort, tussen 35 en een paar honderd picoseconden lang.
- De lengte van de lichtflits is afhankelijk van de golflengte van het uitgezonden licht.
- De bellen zijn zeer klein als ze het licht emitteren, ongeveer 1 micrometer in diameter.
- SBSL pulsen kunnen zeer stabiele frequenties en posities hebben. De lichtflitsen kunnen nog stabieler zijn dan de oscillator die de geluidsgolven maakt. Dit wordt wellicht veroorzaakt doordat de staande golf een stabielere frequentie heeft dan de oscillator.
- Het toevoegen van kleine hoeveelheden edelgas, zoals helium, argon, of xenon, kan de intensiteit van het uitgestraalde licht sterk doen toenemen.

De golflengte van het uitgestraalde licht is zeer kort. Het spectrum reikt tot in het ultraviolet. Licht met een korte golflengte heeft een hogere energie, en het spectrum van het uitgestraalde licht doet een temperatuur in de bel vermoeden van minstens 10.000 kelvin, tot de hierboven genoemde megakelvin. Deze hoge temperaturen maken het onderzoek naar sonoluminescentie interessant, vanwege de mogelijkheid dat er wellicht kernfusie mee op gang gebracht kan worden. Als de temperatuur hoog genoeg is, zouden de waterstofatomen in de dampbellen kunnen fuseren tot tritium. Één experiment toont aan dat tritium vrijkomt, (R. P. Taleyarkhan, et al., 2002). Maar dit experiment is nog slechts eenmaal (in 2004) bevestigd, en daardoor wordt het optreden van bubbelfusie betwijfeld door velen. Men is huiverig na het fiasco van de koude kernfusie.

## Pistoolgarnaal

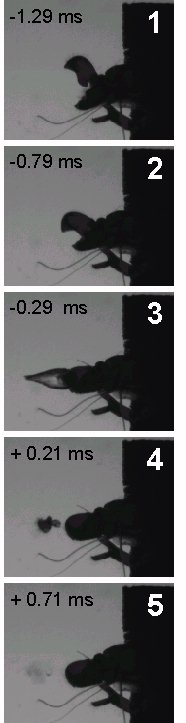
De pistoolgarnaal klapt in 2 ms zijn schaar toe

De pistoolgarnaal produceert ook sonoluminescentie als het beest zijn speciale schaar snel dichtklapt. Het geproduceerde licht heeft echter een lagere frequentie dan het licht dat bij de menselijke experimenten ontstaat. Het licht is niet zichtbaar voor het blote oog, en is waarschijnlijk biologisch niet van belang. De pistoolgarnaal genereert schokgolven om zijn prooi te verlammen of te doden. De bidsprinkhaankreeft en de pistoolgarnaal zijn tot nu toe de enige dieren waarvan bekend is dat ze sonoluminescentie veroorzaken.